# Asiola blasio
Asiola blasio là một loài ruồi trong họ Asilidae. Asiola blasio được Walker miêu tả năm 1849. Loài này phân bố ở miền Australasia.